# 1979 en astronautique
Chronologie de l'astronautique
- 1975
- 1976
- 1977
- 1978
- 1979
- 1980
- 1981
- 1982
- 1983

Cette page présente une chronologie des événements qui se sont produits pendant l'année 1979 dans le domaine de l'astronautique.

## Activité spatiale détaillée

### Chronologie

#### Janvier
| Date            | Lanceur      | Base de lancement | Type                  | Charge utile      | Notes                             |
| 11 janvier 1979 | Soyouz-U     | Baïkonour         | Orbite basse          | Zenit-2M          | Satellite de reconnaissance       |
| 13 janvier 1979 | Soyouz-U     | Baïkonour         | Orbite basse          | Zenit-4MKM        | Satellite de reconnaissance       |
| 16 janvier 1979 | Cosmos-3M    | Baïkonour         | Orbite basse          | Parus             | Satellite de navigation militaire |
| 18 janvier 1979 | Molnia M     | Baïkonour         | Orbite de Molnia      | Molniya-3         | Satellite de télécommunications   |
| 25 janvier 1979 | Vostok 8A92M | Baïkonour         | Orbite héliosynchrone | Meteor-Priroda    | Satellite météorologique          |
| 30 janvier 1979 | Soyouz-U     | Baïkonour         | Orbite basse          | Zenit-4MKM        | Satellite de reconnaissance       |
| 30 janvier 1979 | Delta 2914   | Cape Canaveral    | Orbite moyenne        | SCATHA            | Satellite technologique           |
| 31 janvier 1979 | Soyouz-U     | Baïkonour         | Orbite basse          | Soyouz -ST No. 5L | Test Soyouz                       |

#### Février
| Date            | Lanceur      | Base de lancement | Type                   | Charge utile            | Notes                                                            |
| 6 février 1979  | N-1          | Tanegashima       | Orbite géostationnaire | Ayame-1                 | Satellite de télécomunications expérimental Échec                |
| 8 février 1979  | Cosmos-3M    | Baïkonour         | Orbite basse           | Vektor                  | Calibration radar                                                |
| 12 février 1979 | Tsiklon-3    | Baïkonour         | Orbite polaire         | Okean-E NKh No. 1       | Satellite d'observation de la Terre                              |
| 13 février 1979 | Vostok 8A92M | Baïkonour         | Orbite basse           | Tselina-D               | Satellite d'écoute électronique                                  |
| 16 février 1979 | Soyouz-U     | Baïkonour         | Orbite basse           | Zenit-2M No. 131        | Satellite de reconnaissance Échec                                |
| 18 février 1979 | Scout D-1    | Wallops Island    | Orbite basse           | SAGE                    | Etude la stratosphère                                            |
| 21 février 1979 | Mu-3C        | Uchinoura         | Orbite basse           | Hakucho                 | Télescope rayons X                                               |
| 21 février 1979 | Proton-K/DM  | Baïkonour         | Orbite géostationnaire | Ekran No. 16L           | Satellite de télécommunications ; 1er vol de la version Proton-M |
| 22 février 1979 | Soyouz-U     | Baïkonour         | Orbite basse           | Zenit-4MKM              | Satellite de reconnaissance                                      |
| 24 février 1979 | Atlas F/OIS  | Vandenberg        | Orbite basse           | Solwind                 | Etude de la haute atmosphère                                     |
| 25 février 1979 | Soyouz-U     | Baïkonour         | Orbite basse           | Soyouz 32               | Relève équipage station spatiale                                 |
| 27 février 1979 | Soyouz-U     | Baïkonour         | Orbite basse           | Iantar-2K Feniks No. 15 | Satellite de reconnaissance                                      |
| 27 février 1979 | Cosmos-3M    | Baïkonour         | Orbite basse           | Intercosmos 19          | Etude de la magnétosphère                                        |

#### Mars
| Date          | Lanceur      | Base de lancement | Type                  | Charge utile       | Notes                               |
| 1er mars 1979 | Vostok 8A92M | Baïkonour         | Orbite héliosynchrone | Meteor-2           | Satellite météorologique            |
| 12 mars 1979  | Soyouz-U     | Baïkonour         | Orbite basse          | Progress 5         | Ravitaillement station spatiale     |
| 14 mars 1979  | Soyouz-U     | Baïkonour         | Orbite basse          | Zenit-4MKM         | Satellite de reconnaissance         |
| 15 mars 1979  | Cosmos-3M    | Baïkonour         | Orbite basse          | Strela-1M x 8      | Satellites de télécommunications    |
| 16 mars 1979  | Titan IIID   | Vandenberg        | Orbite basse          | KH-9 SV-15         | Satellite de reconnaissance optique |
| 16 mars 1979  | Titan IIID   | Vandenberg        | Orbite basse          | P-11 3e génération | Satellite d'écoute électronique     |
| 21 mars 1979  | Cosmos-3M    | Baïkonour         | Orbite basse          | Parus              | Satellite de navigation militaire   |
| 31 mars 1979  | Soyouz-U     | Baïkonour         | Orbite basse          | Zenit-2M           | Satellite de reconnaissance         |

#### Avril
| Date          | Lanceur      | Base de lancement | Type                   | Charge utile      | Notes                                      |
| 7 avril 1979  | Cosmos-3M    | Baïkonour         | Orbite basse           | Parus             | Satellite de navigation militaire          |
| 10 avril 1979 | Soyouz-U     | Baïkonour         | Orbite basse           | Soyouz 33         | Relève équipage station spatiale           |
| 11 avril 1979 | Cosmos-3M    | Baïkonour         | Orbite basse           | Tsikada           | Satellite de navigation                    |
| 12 avril 1979 | Molnia M     | Baïkonour         | Orbite de Molnia       | Molniya-1         | Satellite de télécommunications            |
| 14 avril 1979 | Vostok 8A92M | Baïkonour         | Orbite basse           | Tselina-D         | Satellite d'écoute électronique            |
| 18 avril 1979 | Tsiklon-2    | Baïkonour         | Orbite basse           | US-P              | Satellite de reconnaissance océanique      |
| 20 avril 1979 | Soyouz-U     | Baïkonour         | Orbite basse           | Zenit-6           | Satellite de reconnaissance                |
| 25 avril 1979 | Proton-K/DM  | Baïkonour         | Orbite géostationnaire | Raduga Gran       | Satellite de télécommunications militaires |
| 25 avril 1979 | Tsiklon-2    | Baïkonour         | Orbite basse           | US-P              | Satellite de reconnaissance océanique      |
| 27 avril 1979 | Soyouz-U     | Baïkonour         | Orbite basse           | Iantar'-4K1 No. 1 | Satellite de reconnaissance optique        |

#### Mai
| Date        | Lanceur              | Base de lancement | Type                   | Charge utile    | Notes                                      |
| 4 mai 1979  | Atlas SLV-3D Centaur | Cape Canaveral    | Orbite géostationnaire | FLTSATCOM F2    | Satellite de télécommunications militaires |
| 13 mai 1979 | Soyouz-U             | Baïkonour         | Orbite basse           | Progress 6      | Ravitaillement station spatiale            |
| 15 mai 1979 | Soyouz-U             | Baïkonour         | Orbite basse           | Zenit-4MKM      | Satellite de reconnaissance                |
| 17 mai 1979 | Soyouz-U             | Baïkonour         | Orbite basse           | Zenit-4MKT Fram | Satellite de reconnaissance optique        |
| 22 mai 1979 | Proton-K             | Baïkonour         | Orbite basse           | TKS             | Double test de capsule habitée VA          |
| 25 mai 1979 | Soyouz-U             | Baïkonour         | Orbite basse           | Zenit-2M/NKh    | Observation de la Terre                    |
| 28 mai 1979 | Titan 24B            | Vandenberg        | Orbite basse           | KH-8            | Satellite de reconnaissance optique        |
| 31 mai 1979 | Soyouz-U             | Baïkonour         | Orbite basse           | Zenit-6         | Satellite de reconnaissance                |
| 31 mai 1979 | Cosmos-3M            | Baïkonour         | Orbite basse           | Parus           | Satellite de navigation militaire          |

#### Juin
| Date         | Lanceur     | Base de lancement | Type                   | Charge utile    | Notes                                             |
| 2 juin 1979  | Scout D-1   | Wallops Island    | Orbite basse           | Ariel VI        | Observatoire spatial rayons X et rayons cosmiques |
| 5 juin 1979  | Molnia M    | Baïkonour         | Orbite de Molnia       | Molniya-3       | Satellite de télécommunications                   |
| 6 juin 1979  | Soyouz-U    | Baïkonour         | Orbite basse           | Soyouz 34       | Relève équipage station spatiale                  |
| 6 juin 1979  | Thor DSV-2U | Vandenberg        | Orbite héliosynchrone  | DMSP F-4        | Satellite météorologique militaire                |
| 7 juin 1979  | Cosmos-3M   | Kapoustine Iar    | Orbite basse           | Bhaskara 1      | Satellite d'observation de la Terre               |
| 8 juin 1979  | Soyouz-U    | Baïkonour         | Orbite basse           | Zenit-4MKT Fram | Satellite de reconnaissance optique               |
| 10 juin 1979 | Titan IIIC  | Cape Canaveral    | Orbite géostationnaire | DSP 11          | Satellite d'alerte avancée                        |
| 12 juin 1979 | Soyouz-U    | Baïkonour         | Orbite basse           | Zenit-2M/NKh    | Observation de la Terre                           |
| 15 juin 1979 | Soyouz-U    | Baïkonour         | Orbite basse           | Zenit-6         | Satellite de reconnaissance                       |
| 22 juin 1979 | Soyouz-U    | Baïkonour         | Orbite basse           | Zenit-4MKT Fram | Satellite de reconnaissance optique               |
| 27 juin 1979 | Atlas F     | Vandenberg        | Orbite héliosynchrone  | NOAA 6          | Satellite météorologique                          |
| 27 juin 1979 | Molnia M    | Baïkonour         | Orbite de Molnia       | Oko             | Satellite d'alerte précoce                        |
| 28 juin 1979 | Soyouz-U    | Baïkonour         | Orbite basse           | Progress 7      | Ravitaillement station spatiale                   |
| 28 juin 1979 | Cosmos-3M   | Baïkonour         | Orbite basse           | Strela-2M       | Satellite de télécommunications                   |
| 29 juin 1979 | Soyouz-U    | Baïkonour         | Orbite basse           | Zenit-6         | Satellite de reconnaissance                       |

#### Juillet
| Date            | Lanceur      | Base de lancement | Type                   | Charge utile     | Notes                               |
| 5 juillet 1979  | Proton-K/DM  | Baïkonour         | Orbite géostationnaire | Gorizont No. 12L | Satellite de télécommunications     |
| 6 juillet 1979  | Cosmos-3M    | Kapoustine Iar    | Orbite basse           | Taifun           | Calibration radar                   |
| 10 juillet 1979 | Soyouz-U     | Baïkonour         | Orbite basse           | Zenit-4MKM       | Satellite de reconnaissance         |
| 11 juillet 1979 | Cosmos-3M    | Baïkonour         | Orbite basse           | Tselina-OM       | Satellite d'écoute électronique     |
| 13 juillet 1979 | Soyouz-U     | Baïkonour         | Orbite basse           | Zenit-4MKT Fram  | Satellite de reconnaissance optique |
| 20 juillet 1979 | Vostok 8A92M | Baïkonour         | Orbite basse           | Tselina-D        | Satellite d'écoute électronique     |
| 25 juillet 1979 | Soyouz-U     | Baïkonour         | Orbite basse           | Zenit-4MKM       | Satellite de reconnaissance         |
| 27 juillet 1979 | Soyouz-U     | Baïkonour         | Orbite basse           | Zenit-2M/NKh     | Observation de la Terre             |
| 27 juillet 1979 | Feng Bao 1   | Jiuquan           | Orbite basse           | SJ 2, 2A, 2B     | Satellites technologiques, Échec    |
| 31 juillet 1979 | Molnia M     | Baïkonour         | Orbite de Molnia       | Molniya-1        | Satellite de télécommunications     |

#### Août
| Date         | Lanceur    | Base de lancement | Type                   | Charge utile             | Notes                                 |
| 3 août 1979  | Soyouz-U   | Baïkonour         | Orbite basse           | Zenit-4MT Orion          | Satellite de reconnaissance optique   |
| 10 août 1979 | Delta 2914 | Cape Canaveral    | Orbite géostationnaire | Westar 3                 | Satellite de télécommunications       |
| 10 août 1979 | SLV-3      | Satish Dhawan     | Orbite basse           | Rohini                   | Satellite évaluation du lanceur Échec |
| 11 août 1979 | Soyouz-U   | Baïkonour         | Orbite basse           | Zenit-4MKM               | Satellite de reconnaissance           |
| 14 août 1979 | Soyouz-U   | Baïkonour         | Orbite basse           | Iantar-2K Feniks No. 929 | Satellite de reconnaissance           |
| 17 août 1979 | Soyouz-U   | Baïkonour         | Orbite basse           | Zenit-2M/NKh             | Observation de la Terre               |
| 21 août 1979 | Soyouz-U   | Baïkonour         | Orbite basse           | Zenit-4MKT Fram          | Satellite de reconnaissance optique   |
| 28 août 1979 | Molnia M   | Baïkonour         | Orbite de Molnia       | Oko                      | Satellite d'alerte précoce            |
| 28 août 1979 | Cosmos-3M  | Baïkonour         | Orbite basse           | Strela-2M                | Satellite de télécommunications       |
| 31 août 1979 | Soyouz-U   | Baïkonour         | Orbite basse           | Zenit-6                  | Satellite de reconnaissance           |

#### Septembre
| Date              | Lanceur              | Base de lancement | Type                  | Charge utile           | Notes                            |
| 5 septembre 1979  | Soyouz-U             | Baïkonour         | Orbite héliosynchrone | Resurs-F1 17F41 No. 11 | Observation de la Terre          |
| 14 septembre 1979 | Soyouz-U             | Baïkonour         | Orbite basse          | Zenit-4MKM             | Satellite de reconnaissance      |
| 20 septembre 1979 | Atlas SLV-3D Centaur | Cape Canaveral    | Orbite basse          | HEAO-3                 | Observatoire spatial rayons X    |
| 25 septembre 1979 | Soyouz-U             | Baïkonour         | Orbite basse          | Bion No. 5             | Expérience de microgravité       |
| 25 septembre 1979 | Cosmos-3M            | Baïkonour         | Orbite basse          | Strela-1M x 8          | Satellites de télécommunications |
| 28 septembre 1979 | Soyouz-U             | Baïkonour         | Orbite basse          | Zenit-6                | Satellite de reconnaissance      |

#### Octobre
| Date             | Lanceur      | Base de lancement | Type                   | Charge utile    | Notes                                                            |
| 1er octobre 1979 | Titan IIIC   | Cape Canaveral    | Orbite haute           | Vortex 9        | Ecoute électronique                                              |
| 3 octobre 1979   | Proton-K/DM  | Baïkonour         | Orbite géostationnaire | Ekran No. 17L   | Satellite de télécommunications ; 1er vol de la version Proton-M |
| 5 octobre 1979   | Soyouz-U     | Baïkonour         | Orbite basse           | Zenit-4MT Orion | Satellite de reconnaissance optique                              |
| 11 octobre 1979  | Cosmos-3M    | Baïkonour         | Orbite basse           | Strela-2M       | Satellite de télécommunications                                  |
| 12 octobre 1979  | Soyouz-U     | Baïkonour         | Orbite basse           | Zenit-6         | Satellite de reconnaissance Échec                                |
| 16 octobre 1979  | Cosmos-3M    | Baïkonour         | Orbite basse           | Parus           | Satellite de navigation militaire                                |
| 20 octobre 1979  | Molnia M     | Baïkonour         | Orbite de Molnia       | Molniya-1       | Satellite de télécommunications                                  |
| 22 octobre 1979  | Soyouz-U     | Baïkonour         | Orbite basse           | Zenit-6         | Satellite de reconnaissance                                      |
| 26 octobre 1979  | Vostok 8A92M | Baïkonour         | Orbite basse           | Tselina-D       | Satellite d'écoute électronique                                  |
| 30 octobre 1979  | Scout G-1    | Vandenberg        | Orbite basse           | Magsat          | Etude du champ magnétique terrestre                              |
| 31 octobre 1979  | Vostok 8A92M | Baïkonour         | Orbite héliosynchrone  | Meteor-2        | Satellite météorologique                                         |

#### Novembre
| Date              | Lanceur      | Base de lancement | Type                   | Charge utile             | Notes                                       |
| 1er novembre 1979 | Cosmos-3M    | Baïkonour         | Orbite basse           | Intercosmos 20           | Etude des océans et des surfaces terrestres |
| 2 novembre 1979   | Soyouz-U     | Baïkonour         | Orbite basse           | Iantar-2K Feniks No. 939 | Satellite de reconnaissance                 |
| 21 novembre 1979  | Titan IIIC   | Cape Canaveral    | Orbite géostationnaire | DSCS II F-13 et F-14     | Satellites de télécommunications militaires |
| 27 novembre 1979  | Vostok 8A92M | Baïkonour         | Orbite basse           | Tselina-D                | Satellite d'écoute électronique             |

#### Décembre
| Date             | Lanceur       | Base de lancement | Type                   | Charge utile                      | Notes                             |
| 5 décembre 1979  | Cosmos-3M     | Baïkonour         | Orbite basse           | Taifun-1B                         | Calibration radar                 |
| 7 décembre 1979  | Delta 3914    | Cape Canaveral    | Orbite géostationnaire | Satcom 3                          | Satellite de télécommunications   |
| 12 décembre 1979 | Soyouz-U      | Baïkonour         | Orbite basse           | Zenit-6                           | Satellite de reconnaissance       |
| 16 décembre 1979 | Soyouz-U      | Baïkonour         | Orbite basse           | Soyouz T-1                        | Test du nouveau vaisseau Soyouz-T |
| 24 décembre 1979 | Ariane 1      | Kourou            | Orbite basse           | Equiments d'évaluation du lanceur | Premier vol du lanceur Ariane     |
| 28 décembre 1979 | Proton-K / DM | Baïkonour         | Orbite géostationnaire | Gorizont No. 13L                  | Satellite de télécommunications   |
| 28 décembre 1979 | Soyouz-U      | Baïkonour         | Orbite basse           | Zenit-4MKM                        | Satellite de reconnaissance       |

## Vols orbitaux

### Par pays
| Pays             | Lancements | dont échecs partiels/totaux | Remarques              |
| ---------------- | ---------- | --------------------------- | ---------------------- |
| Chine            | 1          | 1                           |                        |
| Europe           | 1          |                             | Premier vol d'Ariane 1 |
| Inde             | 1          | 1                           |                        |
| Japon            | 2          | 1                           |                        |
| Union soviétique | 89         | 2                           |                        |
| États-Unis       | 16         |                             |                        |
| Total            | 110        | 5                           |                        |

### Par lanceur
| Famille de lanceurs  | Pays             | Lancements | dont échecs partiels ou totaux | Remarques |
| -------------------- | ---------------- | ---------- | ------------------------------ | --------- |
| Ariane 1             | Europe           | 1          |                                |           |
| Atlas Centaur        | États-Unis       | 2          |                                |           |
| Atlas D/E/F          | États-Unis       | 2          |                                |           |
| Cosmos 1/3/3M        | Union soviétique | 18         |                                |           |
| Delta                | États-Unis       | 3          |                                |           |
| Feng Bao 1           | Chine            | 1          | 1                              |           |
| Molnia               | Union soviétique | 7          |                                |           |
| Mu                   | Japon            | 1          |                                |           |
| N-1/N-2              | Japon            | 1          | 1                              |           |
| Proton               | Union soviétique | 6          |                                |           |
| SLV                  | Inde             | 1          | 1                              |           |
| Scout                | États-Unis       | 3          |                                |           |
| Soyouz               | Union soviétique | 47         | 2                              |           |
| Thor                 | États-Unis       | 1          |                                |           |
| Titan C,D,E          | États-Unis       | 4          |                                |           |
| Titan II, IIIA, IIIB | États-Unis       | 1          |                                |           |
| Tsiklon-2            | Union soviétique | 2          |                                |           |
| Tsiklon-3            | Union soviétique | 1          |                                |           |
| Vostok               | Union soviétique | 8          |                                |           |
| Total                |                  | 110        | 5                              |           |

### Par site de lancement
| Pays             | Base de lancement            | Nombre de lancements | Remarques |
| ---------------- | ---------------------------- | -------------------- | --------- |
| Chine            | Jiuquan                      | 1                    |           |
| Europe           | Kourou                       | 1                    |           |
| Inde             | Satish Dhawan                | 1                    |           |
| Japon            | Uchinoura                    | 1                    |           |
| Japon            | Tanegashima                  | 1                    |           |
| Union soviétique | Baïkonour                    | 87                   |           |
| Union soviétique | Cosmodrome de Kapoustine Iar | 2                    |           |
| États-Unis       | Cape Canaveral               | 8                    |           |
| États-Unis       | Vandenberg                   | 6                    |           |
| États-Unis       | Wallops Island               | 2                    |           |
|                  | Total                        | 110                  |           |

### Par type d'orbite
| Orbite                 | Lancements | Succès | Échecs | Orbite atteinte involontairement | Remarques                                                                             |
| ---------------------- | ---------- | ------ | ------ | -------------------------------- | ------------------------------------------------------------------------------------- |
| Basse                  |            |        |        |                                  |                                                                                       |
| Moyenne                |            |        |        |                                  |                                                                                       |
| Haute                  |            |        |        |                                  | dont Molnia, orbite de transfert vers la Lune, orbite elliptique à forte excentricité |
| Géosynchrone/transfert |            |        |        |                                  |                                                                                       |
| Héliocentrique         |            |        |        |                                  | dont orbite de transfert interplanétaire                                              |

## Survols et contacts planétaires
| Date | Sonde spatiale | Événement | Remarque |
| ---- | -------------- | --------- | -------- |
|      |                |           |          |

### Sources
- (en) Jonathan McDowell, « Jonathan's Space Report », Jonathan's Space Page
- (en) Gunter Krebs, « Chronology of Space Launches », Gunter's Space Page